# Многоцветница ионийская
Многоцветница ионийская или переливница иония, или талеропис ионийская (лат. Thaleropis ionia) — дневная бабочка из семейства нимфалид.

## Этимология названия
Иония (историко-топонимическое) — историческая область в Малой Азии.

## Описание
Длина переднего крыла 18—25 мм. Размах крыльев 35—49 мм. Глаза голые. Дискальная ячейка на переднем крыле открытая. Верхняя сторона крыльев рыжевато-красная с различными пятнами бурого цвета, перевязями и глазчатыми пятнышками на анальных углах обоих крыльев. Нижняя сторона крыльев желто-коричнево-рыжая с имеющимся на ней сложным рисунком из буроватых линий. Сидящая на ветке со сложенными крыльями бабочка по форме и цвету имитирует пожелтевший засохший лист.

## Ареал и местообитание
Малая Азия, Северо-западный Иран, Северо-восточный Ирак, Турция, Закавказье, Грузия, Армения, Азербайджан, Дагестан (ущелье Талги) .
Населяет аридные редколесья по ксерофитным склонам и межгорным ущельям. Также встречается по разреженным кустарниковым зарослям у пойменных лесов, аридному редколесью, нагорно-ксерофитным формациям, участкам пойменных лесов, сухих руслам.

## Биология
Вид оседлый. Развивается за год в двух поколениях. Лёт бабочек первого поколения наблюдается в апреле — мае, второго поколения с конца июня по сентябрь. По наблюдениям на территории Армении бабочки попадаются на стволах деревьев, на кустарниках, одиноких высоких стеблях трав, на соцветиях зонтичных растений.
У самцов ярко выраженное территориально поведение и стратегия охраны своих индивидуальных участков: бабочки часто летают над кустарниками, присаживаясь на верхние ветви.

## Размножение
Самки после спаривания откладывает яйца на листья кормовых растений: каракас южный (Celtis australis), Celtis tournefortii, Celtis glabrata, тополь (Populus sp.), ива (Salix sp.), алыча. Гусеницы живут между сплетенными листьями. Зимует гусеница.

## Замечания по охране
Редкий закавказский вид. Занесён в Красную книгу Азербайджана.